# Grand Prix Pino Cerami 2019
Il Grand Prix Pino Cerami 2019, cinquantatreesima edizione della corsa e valevole come evento dell'UCI Europe Tour 2019 categoria 1.1, si svolse il 25 luglio 2019 su un percorso di 164,7 km, con partenza da Saint-Ghislain e arrivo a Frameries, in Belgio. La vittoria fu appannaggio del francese Bryan Coquard, il quale completò il percorso in 4h03'27", alla media di 40,591 km/h, precedendo il belga Benjamin Declercq e l'italiano Jakub Mareczko.
Sul traguardo di Frameries 136 ciclisti, su 166 partiti da Saint-Ghislain, portarono a termine la competizione.

## Squadre e corridori partecipanti
| N.      | Cod. | Squadra                    |
| ------- | ---- | -------------------------- |
| 11-17   | TKA  | Team Katusha Alpecin       |
| 21-27   | ALM  | AG2R La Mondiale           |
| 31-37   | LTS  | Lotto Soudal               |
| 41-47   | CPT  | CCC Team                   |
| 51-57   | WGG  | Wanty-Gobert Cycling Team  |
| 61-67   | SVB  | Sport Vlaanderen-Baloise   |
| 71-77   | COC  | Corendon-Circus            |
| 81-87   | WVA  | Wallonie Bruxelles         |
| 91-97   | TDE  | Total Direct Énergie       |
| 101-107 | COF  | Cofidis, Solutions Crédits |
| 111-117 | ROC  | Roompot-Charles            |
| 121-127 | VCB  | Vital Concept-B&B Hotels   |

| N.      | Cod. | Squadra                         |
| ------- | ---- | ------------------------------- |
| 131-137 | PCB  | Team Arkéa-Samsic               |
| 141-147 | RIW  | Riwal Readynez Cycling Team     |
| 151-157 | DCC  | Drapac Cannondale Holistic      |
| 161-167 | TIS  | Tarteletto-Isorex               |
| 171-177 | MET  | Metec-TKH Continental           |
| 181-187 | CIB  | Cibel                           |
| 191-197 | LPC  | Leopard Pro Cycling             |
| 201-207 | UXT  | Uno-X Norwegian Dev. Team       |
| 211-217 | NRL  | Natura4Ever-Roubaix-Lille Métr. |
| 221-227 | BRT  | BEAT Cycling Club               |
| 231-237 | TDA  | Team Dauner/Akkon               |
| 241-247 | LKH  | Team Lotto-Kern Haus            |

## Ordine d'arrivo (Top 10)
| Pos. | Corridore           | Squadra       | Tempo    |
| ---- | ------------------- | ------------- | -------- |
| 1    | Bryan Coquard       | Vital Concept | 4h03'27" |
| 2    | Benjamin Declercq   | Sport Vl.     | s.t.     |
| 3    | Jakub Mareczko      | CCC           | s.t.     |
| 4    | Timothy Dupont      | Wanty         | s.t.     |
| 5    | Thomas Boudat       | Direct        | s.t.     |
| 6    | Michael Van Staeyen | Roompot       | s.t.     |
| 7    | Milan Menten        | Sport Vl.     | s.t.     |
| 8    | Amaury Capiot       | Sport Vl.     | s.t.     |
| 9    | Lionel Taminiaux    | Wallonie      | s.t.     |
| 10   | Martijn Budding     | BEAT          | s.t.     |